# حادثه در ویشی
حادثه در ویشی (انگلیسی: Incident At Vichy) نمایشنامه‌ای در یک پرده از آرتور میلر، نویسندهٔ اهل ایالات متحده آمریکا است. این کتاب در سال ۱۹۶۴ منتشر شد. داستان آن درباره جمعی است که در دوره حکومت ویشی دستگیر شده‌اند و منتظر رسیدن افسران آلمانی هستند. میلر در سال ۱۹۷۳  نسخه‌ای از  این نمایشنامه را برای اجرا در تلویزیون آماده کرد,